# Hoodia flava
Hoodia flava är en oleanderväxtart som först beskrevs av Nicholas Edward Brown, och fick sitt nu gällande namn av D.C.H. Plowes. Hoodia flava ingår i släktet Hoodia och familjen oleanderväxter. Inga underarter finns listade i Catalogue of Life.